# Denis Zivkovic
Denis Zivkovic (* 30. September 1987 in Osijek, SR Kroatien) ist ein US-amerikanischer Tennisspieler.

## Karriere
Denis Zivkovic spielte in seiner Karriere hauptsächlich auf der ATP Challenger Tour und der ITF Future Tour.
Er konnte zwei Einzel- und 16 Doppelsiege auf der Future Tour feiern. Auf der Challenger Tour gewann jetzt im Jahr 2012 das Einzelturnier in León sowie das Doppelturnier in Timișoara an der Seite von Goran Tošić. Zum 10. September 2012 durchbrach er erstmals die Top 200 der Weltrangliste im Doppel und seine höchste Platzierung war der 161. Rang im August 2013.
Ende 2013 spielte er das letzte Mal Profiturniere und beendete seine Karriere.

## Erfolge
| Legende (Anzahl der Siege)  |
| Grand Slam                  |
| ATP World Tour Finals       |
| ATP World Tour Masters 1000 |
| ATP World Tour 500          |
| ATP World Tour 250          |
| ATP Challenger Tour (2)     |

### Einzel

#### Turniersiege
| Nr. | Datum          | Turnier | Belag     | Finalgegner | Ergebnis  |
| --- | -------------- | ------- | --------- | ----------- | --------- |
| 1.  | 15. April 2012 | León    | Hartplatz | Rajeev Ram  | 7:65, 6:4 |

### Doppel

#### Turniersiege
| Nr. | Datum         | Turnier   | Belag | Partner     | Finalgegner                 | Ergebnis |
| --- | ------------- | --------- | ----- | ----------- | --------------------------- | -------- |
| 1.  | 15. Juli 2012 | Timișoara | Sand  | Goran Tošić | Andrei Dăescu Florin Mergea | 6:2, 7:5 |